# Лашатр, Клод де
Клод де Лашатр (фр. Claude de La Châtre; 1536 Женуйи — 14 декабря 1614, там же), барон де Ла-Мезонфор — французский военный и государственный деятель, маршал Франции.

## Биография
Сын Клода де Лашатра, барона де Ла-Мезонфор, и Анны Роберте, дамы де Ла-Ферте-су-Рёйи, внук Флоримона Роберте.
Родился в замке Ла-Мезонфор в 12 километрах к юго-западу от Вьерзона в Берри. В двенадцать лет отец направил его на воспитание к коннетаблю Монморанси. После пяти лет обучения Клод получил должность лучника в роте телохранителей коннетабля. В молодости пользовался покровительством Анна де Монморанси, Анри де Дамвиля, под командованием которого сражался в битве при Ранти, и маршала Сент-Андре.
В 1556—1557 годах участвовал в военных действиях в Ломбардии и Пьемонте, в том числе в Итальянском походе герцога де Гиза. 5 апреля 1557 назначен исполнять должность генерал-полковника пехоты под командованием герцога Неверского, в отсутствие маршала Бриссака. Принимал участие во взятии Кале, о котором составил реляцию.
В битве при Дрё нес знамя роты маршала Сент-Андре, его доспех был в пяти местах помят пистолетными пулями, а лошадь под ним ранена. Герцог де Гиз предложил ему должность капитана своей роты, но Лашатр, понимая, что ему рано занимать такой пост, предложил вместо себя лейтенанта сьера де Монсаля, а сам занял его место.

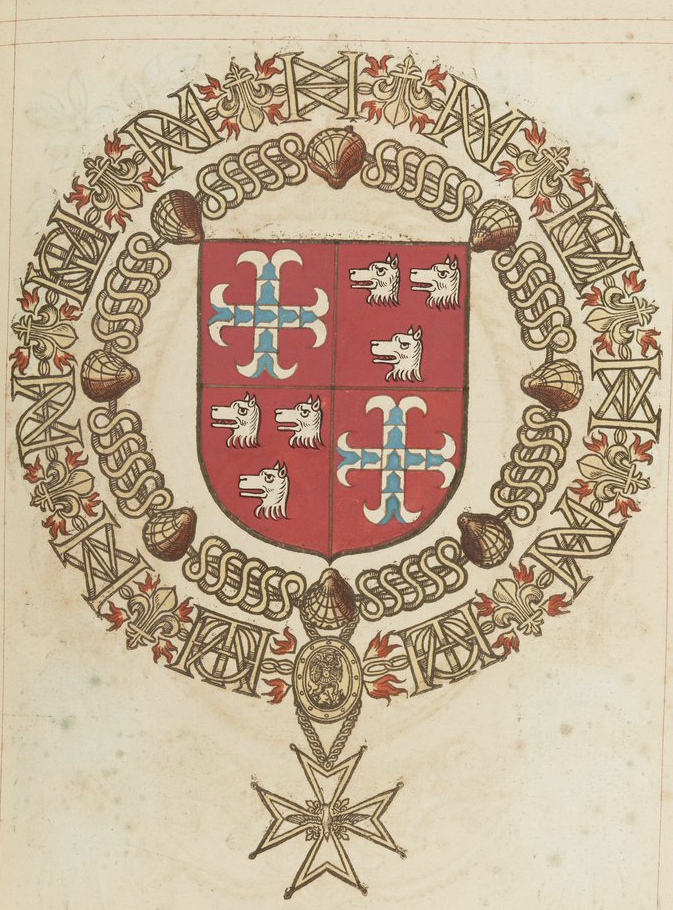
Герб Клода де Лашатра

В декабре 1565 назначен штатным дворянином Палаты короля, в 1566 году стал рыцарем ордена короля. 14 апреля 1568 назначен генеральным наместником Турени, бальяжей Блуа и Амбуаза, городов Лош, Шатийон, Бюзансуа, Лудён и области Лудюнуа. Зарегистрирован Парламентом 26-го числа. В том же году получил роту из пятидесяти тяжеловооруженных всадников.
28 июля 1568 в Булонском замке назначен губернатором и генеральным наместником Берри в целом и Буржа в частности, а также командующим армией в этой провинции.
В 1569 году осадил Сансер. Кальвинисты отразили два штурма, убив пятьсот человек, и Лашатр был вынужден снять осаду 1 февраля. Участвовал в битвах при Жарнаке и Ла-Рош-л’Абей. К концу года отнял у кальвинистов Менету, Шатонёф и Божи в Берри. 21 декабря отразил попытку гугенотов внезапным нападением захватить Бурж. Мятежники завязали переговоры с жителями, но атака не удалась. Пятнадцать офицеров, спустившихся в ров, были убиты, и еще несколько взяты в плен, а следовавшие за ними тысяча двести кавалеристов и две тысячи пехотинцев отброшены артиллерийским огнем. Вопреки приказу короля и угрозам Парламента наложить на него штраф в 2000 ливров, Лашатр отказался предать пленников смерти.
В бою при Арне-ле-Дюке в 1570 году отличился при атаке соседне с городом мельницы. Кальвинисты оборонялись с таким упорством, что католики не смогли их одолеть.
3 января 1573 снова осадил Сансер. Ярость, с которой затворившиеся в городе буржуа и виноделы отражали все атаки, заставила Лашатра смирить мятежников голодной блокадой. Его бдительность не позволила доставить горожанам никакой помощи, и в Сансере повторились ужасы осад Самарии и Иерусалима. Город сдался 19 августа.
В 1575 году был направлен в качестве посла к Елизавете Английской.
В мае 1576 был отставлен от губернаторства в Берри, когда это герцогство было передано герцогу Алансонскому. Под началом этого принца в 1577 командовал осадой и взятием Ла-Шарите. В 1578 и 1583 годах сопровождал герцога в Нидерланды.
8 июля 1584, после смерти герцога Анжуйского, в Сен-Жермен-ан-Ле снова назначен губернатором Берри. 31 декабря 1585 пожалован в рыцари ордена Святого Духа.
Сблизился с герцогом де Гизом, под командованием которого провел кампании 1586—1587 годов. Гизу было поручено отразить немецких протестантов, шедших на помощь своим французским единоверцам. В сентябре 1587 он направил Лашатра к Пон-де-Сен-Венсану в Лотарингии, где тот разбил лагерь. Немцы расположились в соседних с замком Сен-Венсан деревнях. Лашатр ввел в замок 700 аркебузир, а в ночь с 23 на 24 ноября заставил управляющего замком Оно принять четыреста аркебузиров де Гиза, что облегчило разгром немцев. Накануне сражения один из вражеских отрядов попал в засаду и был в значительной степени истреблен Лашатром. После того, как Гиз одержал победу, Лашатр отвез королю  девять захваченных кавалерийских штандартов.
В 1588 году служил под командованием герцога Неверского при осадах и взятии Молеона, Монтегю и Ла-Гарнаша. 14 августа произведен в лагерные маршалы. Открыто встал на сторону Лиги, в 1589 году склонил на ее сторону Бурж, и 1 марта захватил для лигеров губернаторство в Орлеане.
Указом, данным 29 апреля в Туре, король лишил его губернаторства в Берри, Парламент зарегистрировал этот указ 4 мая. Тем не менее, фактически Лашатр сохранял контроль над большей частью провинции.
В 1591 году осаждал Обиньи-сюр-Нер. Вдовствующая графиня д'Обиньи воодушевляла защитников, которые отразили два штурма. Узнав, что на помощь городу идет подкрепление Шатийона, Лашатр снял осаду. Взял Санкуан на границе Бурбонне, осадил Шатле, но, преследуемый Шатийоном, снял осаду и поспешил вернуться в Орлеан, а король ввел свою армию в Босс.
В 1592 году атаковал часть королевской армии, посланной в ходе осады Руана, чтобы встретить войска герцога Пармского. Потерпел полное поражение, так как король направил на помощь три сотни кавалеристов.
21 июня 1593 в Суассоне назначен герцогом Майенским на должность маршала Лиги. Зарегистрирован Парламентом 16 июля. Захватил город Сель в Берри.
В 1594 году перешел на сторону короля, которому передал Бурж и Орлеан, и был восстановлен в должности генерального наместника Берри. 28 февраля 1594 произведен в маршалы Франции, 2 марта в Шартре назначен губернатором города и предместий Орлеана. 11 января 1596 назначен командующим войсками в Орлеане, Берри, Блезуа, Турени, Верхнем и Нижнем Марше. В 1601 году получил роту из ста тяжеловооруженных всадников.
После смерти Генриха IV Мария Медичи приказом от 20 июня 1610 назначила Лашатра командующим армией, направленной в Юлих. 6 июля собрал войска у Вердена, 29-го вступил в герцогство Цвайбрюккен, перешел Мозель и соединился с принцем Оранским под стенами Юлиха. Крепость стойко держалась до прибытия маршала, но тот принудил ее к сдаче 1 сентября, на чем война за Юлихское наследство закончилась. Принц Оранский увел свои войска обратно в Голландию, а Лашатр поспешил вернуться во Францию, чтобы успеть на коронацию Людовика XIII 17 октября, где он предсталял коннетабля.
Пуллен де Сен-Фуа пишет, что он был очень храбрым, но весьма посредственным генералом.

## Семья
Жена (1564): Жанна Шабо (1543—?), дочь Ги Шабо, сеньора де Жарнака, и Луизы де Пислё, вдова Рене-Анна д'Англюра, графа де Танкарвиля
Дети:
- Луи (ум. 1630), барон де Ла-Мезонфор, маршал Франции. Жена 1): Юрбена де Монтазье, дочь графа Луи де Монтазье и Жанны де Кём; 2): Элизабет д'Этамп, дочь Жана д'Этампа, сеньора де Валансе, и Сары д'Апленкур
- Анна (ум. 7.05.1605), аббатисса в Фармутье-ан-Бри
- Мари (ок. 1575—4.02.1599). Муж (контракт 5.02.1595): Шарль де Бальзак (1565—1610), сеньор д'Антраг, губернатор герцогств Орлеанского и Этмпа
- Жанна. Муж: Жильбер де Сен-Шаман, сеньор де Линьерак
- Маргерит. Муж: Анри I де Лаферте-Сентер (1573—1662), маркиз де Лаферте-Набер
- Франсуаза (ум. 21.08.1543), аббатисса в Фармутье-ан-Бри
- Луиза (1586—1606). Муж (ок. 1606): Антуан де Лагранж (1550—1626), сеньор д'Аркьен, брат Франсуа де Лагранжа, маршала Франции